# Dokurniszki (rejon oszmiański)
Dokurniszki (biał. Дакурнішкі; ros. Докурнишки) − wieś na Białorusi, w obwodzie grodzieńskim, w rejonie oszmiańskim, w sielsowiecie Żuprany.

## Historia
W czasach zaborów osada i karczma w gminie Soły, w powiecie oszmiańskim, w guberni wileńskiej Imperium Rosyjskiego. W 1866 roku osada liczyła 127 mieszkańców w 15 domach, karczma liczyła 10 mieszkańców (Żydów). W 1905 roku okolica szlachecka liczyła 59 mieszkańców, 111 dziesięcin.
Po I wojnie światowej pod administracją polską, w Zarządzie Cywilnym Ziem Wschodnich. W latach 1920–1922 w składzie Litwy Środkowej.
Od 11 kwietnia 1922 okolica leżała w Polsce, w województwie wileńskim, w powiecie oszmiańskim, w gminie Soły.
W 1931 w 12 domach zamieszkiwało 51 osób.
Wierni należeli do parafii rzymskokatolickiej w Daukszyszkach. Miejscowość podlegała pod Sąd Grodzki w Oszmianie i Okręgowy w Wilnie; mieścił się tu urząd pocztowy obsługujący część gminy Soły.
Po II wojnie światowej w granicach Związku Sowieckiego. Od 1991 w niepodległej Białorusi.